# Назальний фільтр
Назальний фільтр (англ. «nasal filter» — фільтр, що розміщується в ніздрях) призначений для обмеження носовій інгаляції подразнювачів і забруднювачів, таким як дим, пил та органічні речовини. Зазвичай фільтри цього типу утримують тверді частки та не використовуються як окремий метод захисту від токсичних забруднюючих речовин. 

## Будова та принцип дії

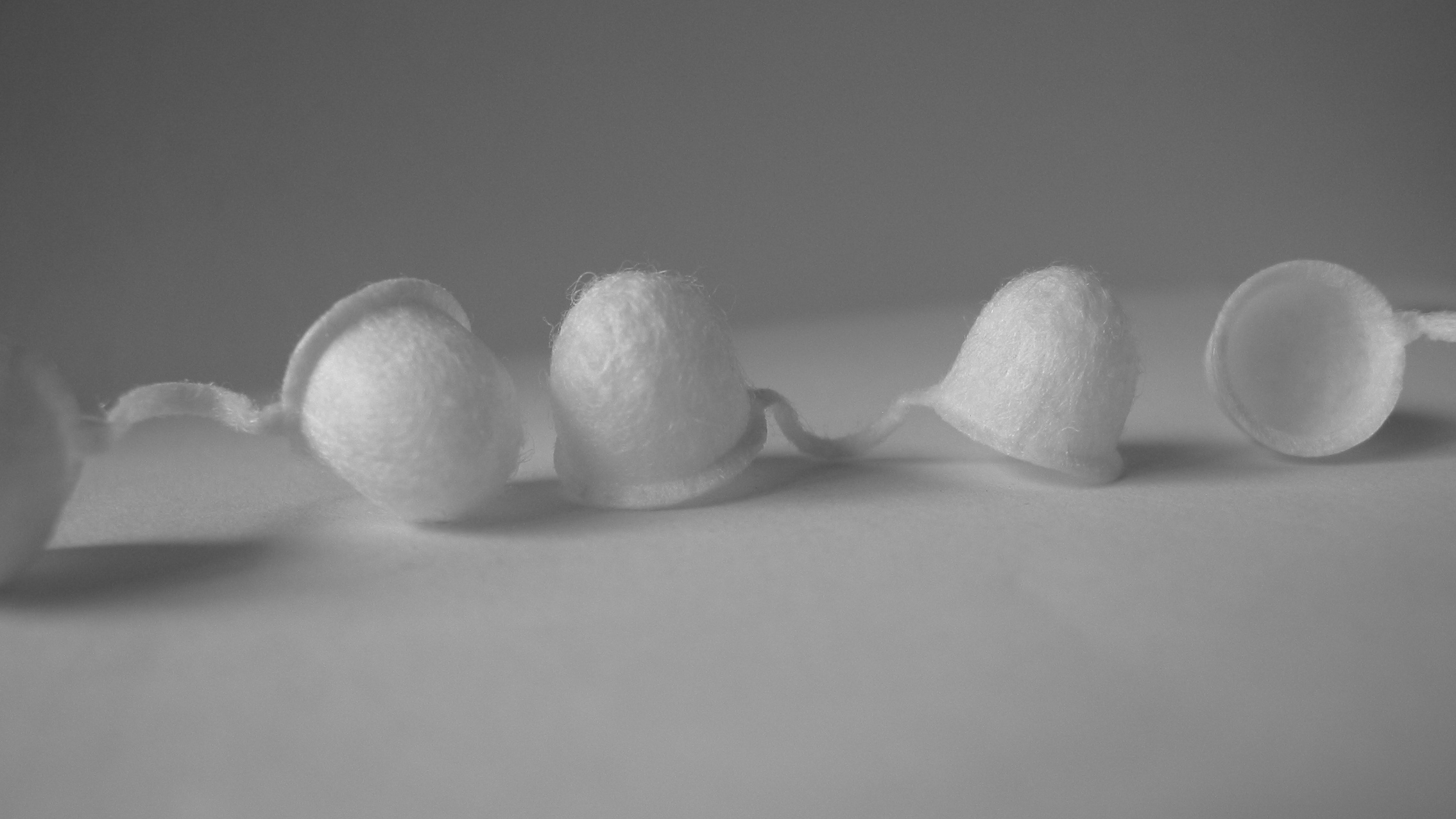
Одноразові назальні фільтри

Більшість носових фільтрів є одноразовими. Робочий елемент уявляє собою фільтрувальний матеріал, що утримує тверді частки забруднення (залежить від призначення, зазвичай більше мікрона). Фільтри із активованим вугіллям також поглинають шкідливі гази та запахи. Відомі матеріали що фільтрують целюлозу, спори цвілі, пилку, шерсть, пил, азбест та ін. На ринку також присутні фільтри для носа, які захищають від бактерій, вірусів та інших шкідливих мікроорганізмів. Вони мають додатковий шар, який бореться з деякими з найбільш токсичних видів бактерій, грибків та вірусів. 

## Призначення
Фільтрувальний матеріал знижує вплив алергенів, а також азбесту, склопластику та диму. Ці пристрої є прийнятним варіантом для алергіків для зниження їхньої залежності від антигістаміну та інших антиалергічних препаратів. 

## Термін дії
Назальні фільтри легкі і практично невидимі, забезпечують 24-48 годин захисту в залежності від рівня забруднювачів. Деякі пристрої припускають продовження терміну використання шляхом очищення спиртом та промиванням холодною водою.

## Зручність застосування
Ніжні фільтри сприяють запобіганню алергії під час сезону пилку. Але вам потрібно знайти модель, яка відповідає формі носу і виглядає належним чином. Деякі з них розширюють ніздрі занадто сильно та їх важко вставити, або занадто малі. Фільтри відчуваються під час прийняття їжі або посмішки, це може бути незручно для користувача. В багатьох випадках використання назальних фільтрів більш зручне, ніж протиалергійних масок – перші не заважають окулярам, макіяжу та є майже непомітними. 

## Перелік посилань
1. ↑  Henry Davis (01-16-2018). How to Find Your Best Nose Filters. Great Filter - all About Filters and Filtering (eng) . Архів оригіналу за 26 серпня 2018. Процитовано 4 грудня 2018.
2. ↑  Фільтри для носа від алергії – виробники, види, відгуки. medrada.in.ua. Архів оригіналу за 26 листопада 2018. Процитовано 4 грудня 2018.